# Jan Otokar Fischer
Jan Otokar Fischer (30. listopadu 1923 České Budějovice – 4. ledna 1992 Praha) byl český vysokoškolský pedagog, romanista, profesor dějin francouzské literatury, překladatel, akademik Československé akademie věd.

## Biografie
Jeho otec Otokar Fischer byl profesorem germanistiky na Univerzitě Karlově. Jeho matkou byla malířka Vlasta Vostřebalová-Fischerová. Rodiče se ale záhy rozvedli. Maturoval na smíchovském gymnáziu v roce 1941. Poté abiturientsky studoval obchodní akademii a věnoval se také studiu jazyků. Na učitelském ústavu složil zkoušky z francouzštiny, angličtiny, španělštiny, italštiny, portugalštiny a rumunštiny.
Po konci války vystudoval španělštinu, francouzštinu a angličtinu na Filosofické fakultě University Karlovy. Již za studia působil na fakultě jako lektor. Studium zakončil doktorátem v roce 1949 prací o španělské filologii. Poté se stal odborným asistentem. Na počátku 50. let vedl volné kurzy portugalštiny, než byl obor lusitanistika plně akreditován a pověřenou osobou se stal Zdeněk Hampl. V roce 1951 se habilitoval. V roce 1956 obhájil titul kandidáta věd prací o francouzském básníku Bérangerovi. V roce 1963 získal doktorát věd za práci Problémy francouzského kritického realismu. Ve stejném roce byl jmenován profesorem. Od roku 1958 vedl katedru romanistiky na FF UK. Od roku 1974 vedl současně oddělení západních literatur Ústavu české a světové literatury Československé akademie věd. V roce 1984 se stal členem korespondentem ČSAV a na základě voleb na 56. valném shromáždění členů ČSAV byl v prosinci 1988 jmenován řádným členem – akademikem ČSAV.
V roce 1948 podepsal výzvu prokomunistické inteligence Kupředu, zpátky ni krok!, jež byla vydána dne 25. února 1948 na podporu komunistického převratu. V roce 1977 podepsal „Antichartu“. 

## Literární dílo
Ve svém díle se zabýval především francouzským realismem 19. století (např. Honoré de Balzac, Stendhal). Dále je autorem monografií a učebnic o dějinách světové a francouzské literatury.

### Spisy
- 1985-1987 Světová literatura I-IV, Praha : SPN,
- 1979  Kritický realismus. Balzac, Stendhal a základní otázky realismu, Praha: Svoboda
- 1967 Béranger - nejslavnější francouzský písničkář, Praha: Svoboda
- 1966, 1976, 1979 Dějiny francouzské literatury 19. a 20. století I-III, Praha : Academia
- 1966 Slovník spisovatelů. Francie, Švýcarsko, Belgie, Lucembursko, kolektiv autorů pod vedením Otakara Nováka, Praha : Odeon
- 1960 Francouzská literatura, Praha : Orbis,

### Překlady
- 1982 Smích a písně Montmartru, výbor francouzských próz, aforismů a písní
- 1977 Pierre-Jean de Béranger: Na křídlech refrénu
- 1970 Stendhal: Energické múzy, spolu s Janem Binderem, Jiřím Pecharem
- 1963 Pierre de Marivaux: Hra lásky a náhody a jiné komedie
- 1962 Honoré de Balzac Kabinet starožitností (Le cabinet des antiques)
- 1959 Stendhal: Povídky a novely
- 1957 Honoré de Balzac: Spekulant (Mercadet ou le faiseur)
- 1952 William Makepeace Thackeray: Vznešená bída (A Shabby Genteel Story), spolu s Jarmilou Fastrovou
- 1951 Stendhal: Výbor z díla
- 1949 César Arconada: Řeka Tajo (Río Tajo)
- 1949 Jorge Amado: Rytíř naděje : Život Luise Carlose Prestese (Vida de Luis Carlos Prestes)
- 1949 Jorge Amado: Pot (Suor)